# Lista de membros da Royal Society eleitos em 1972
Esta é uma lista de Membros da Royal Society eleitos em 1972.

## Fellows of the Royal Society (FRS)
1. Murray Barr[2]
2. John Stewart Bell[3]
3. Bryan John Birch
4. David Mervyn Blow[4]
5. George Bond[5]
6. Gustav Victor Rudolf Born
7. Samuel Francis Boys[6]
8. William Bullerwell[7]
9. Denis Parsons Burkitt[8]
10. Vernon Ellis Cosslett[9]
11. Alexander Dalgarno
12. Francis Farley
13. Geoffrey Fryer
14. Raymond Michael Gaze
15. Victor Gold[10]
16. Sir John Gray
17. Alexander John Haddow[11]
18. David Keynes Hill[12]
19. Sir John Houghton
20. Andrew Keller[13]
21. Hermann Lehmann[14]
22. Sir Morien Morgan[15]
23. William David Ollis[16]
24. Benjamin Peary Pal[17]
25. Mary Parke[18]
26. Sir Roger Penrose
27. Gordon Rawcliffe[19]
28. Alfred Ringwood[20]
29. Max Rosenheim[21]
30. Ruth Sanger[22]
31. Fritz Ursell[23]
32. Robert Joseph Paton Williams
33. Christopher Alwyne Jack Young[24]

## Foreign Members
1. Johannes Martin Bijvoet[25]
2. Kenneth Stewart Cole[26]
3. William Maurice Ewing[27]
4. Luis Federico Leloir[28]